# 宋碧芝
（1969年2月15日—），是英國政治人物。2015年當選柴郡埃迪斯伯里議員後翌日，她辭任威爾斯國民議會北威爾斯議員。2019年9月3日，她的保守黨黨籍被開除，又在保守黨埃迪斯伯里支部的信任投票中落敗。她之後決定加入自由民主黨，但最終在2019年大選中被保守黨擊敗。

## 早年生活
安東妮·桑德巴赫生於漢默史密斯，是家中四名女兒中最大的。她的母親是出身荷蘭范蘭肅家族的安妮·瑪麗·安東妮，在1967年與伊恩·麥克森·桑德巴赫成婚。伊恩·麥克森·桑德巴赫的母親，謝露殿·麥克森·桑德巴赫，曾是北威爾斯的著名大地主，擁有過鄰近阿貝爾格萊的哈福杜魯斯和蘭瓦林附近的寶林溫廳。
桑德巴赫曾就讀海利伯里帝國理工學院和在諾汀罕大學修讀法律系，亦曾在倫敦執業刑事大律師13年，期間兩度當選大律師公會。
及後她繼承祖業，在北威爾斯愛衛谷蘭格遼經營農場生意。

## 政治生涯
2007年威爾斯議會選舉，桑德巴赫代表保守黨挑戰工黨的德林選區，失敗而回，但有3.7%的選票由工黨流向保守黨，工黨僅僅以511票之差連任。三年後的全國大選，她再次挑戰德林選區未克，但流向保守黨的選票增加至6.7%。2011年布瑞利·威廉斯死後，她成為威爾斯國民議會北威爾斯的議員。任內曾被任命為威爾斯影子鄉村事務部長。2014年改任影子環境國務大臣。她亦曾擔任威爾斯議會環境及可持續性委員。
2015年3月，她獲揀選代表保守黨，競逐被視為保守黨穩席的英格蘭柴郡埃迪斯伯里選區的議席。最終以近13,000之差，延續保守黨的控制，並迅即辭任威爾斯議會議員。
進入下院後，桑德巴赫就進入威爾斯事務專責委員會和氣候變化專責委員會，並擔任委員直至委員會在2016年10月解散。2017年3月，她成為商務、能源及產業戰略專責委員會委員，2017年大選後繼續連任。他亦在2015年獲選為1922委員會執行委員。
她的其中一項主要政綱，是要改善經歷嬰兒夭折的家庭的服務。2015年11月下議院辯論過後，她協助成立跨黨派的嬰兒夭折國會小組，亦獲委任為小組共同主席。小組曾多次向衛生部提出建議，以及與相關大臣緊密合作，改善此範疇的政策。
桑德巴赫在2016年英國脫歐公投中支持留歐，雖然最終脫歐派勝出，但她仍然在2017年以11,942票多數票連任下議員。她曾在2017年12月13日，連同另外10名保守黨議員，倒戈支持《2018年歐洲聯盟（脫離）法案》修正案，確保下議院能就脫歐協議最終版本進行表決。後來的三次有意義投票，桑德巴赫都支持文翠珊的英國脫歐協議。
文翠珊預告請辭後，保守黨在2019年進行黨魁選舉，桑德巴赫表態支持羅利·斯圖爾特。約翰遜上任後，桑德巴赫投票贊成國會議員控制議程，嘗試避免無協議脫歐，因而在9月3日成為被驅逐出黨的21名叛黨議員之一。她及後以無黨籍身份出席國會。9月12日，她宣布支持脫歐協議公投。10月15日，愛迪士巴利的保守黨協會通過針對她的不信任動議，桑德巴赫批評地方黨支部是「沒有代表性的一群少數人」，不應由他們決定這個問題。
2019年10月31日，自由民主黨宣布桑德巴赫將以自民黨身份競逐連任。惟最終在12月大選中，保守黨的愛德華·蒂姆森取得30,095票，擊敗只得9,582票的桑德巴赫，結束四年多的任期。

## 私人生活
桑德巴赫在2002年誕下女兒莎查（Sacha），不過翌年與丈夫離異。母女二人在2005年遷回娘家。2009年，她的兒子森姆（Sam）出生後五日猝死。2012年，桑德巴赫再婚，嫁給雕塑家麥特·謝拉特。
桑德巴赫身高超過1.95米，令她成為英國迄今最高的女性下議員。

## 外部鏈結
- 宋碧芝官方網站（页面存档备份，存于）
- 英国的個人檔案
- 公鞭記載的投票紀錄
- TheyWorkForYou記載的紀錄
- Biography（页面存档备份，存于） at National Assembly for Wales
- C-SPAN內的頁面（英文）

| 威爾斯國民議會                 | 威爾斯國民議會                                | 威爾斯國民議會         |
| ------------------------------ | --------------------------------------------- | ---------------------- |
| 前任者： 布瑞利·威廉斯         | 威爾斯國民議會議員 北威爾斯選區 2011年–2015年 | 繼任者： 珍妮特·哈沃斯 |
| 官衔                           |                                               |                        |
| 前任者： 布瑞利·威廉斯         | 影子鄉鎮事務部長 2011年–2015年                | 繼任者： 珍妮特·哈沃斯 |
| 大不列颠及北爱尔兰联合王国国会 |                                               |                        |
| 前任者： 史蒂芬·歐布萊恩       | 英國下議院議員 埃迪斯伯里選區 2015年–2019年   | 繼任者： 愛德華·蒂姆森 |